# 奧克丘陵 (加利福尼亞州蒙特雷縣)
奧克丘陵（英語：Oak Hills）是位於美國加利福尼亞州蒙特雷縣的一個非建制地區。該地的面積和人口皆未知。

## 地理
奧克丘陵的座標為36°46′40″N 121°42′58″W / 36.77778°N 121.71611°W，而該地的平均海拔高度為17米（即56英尺）。